# ナイン・ストーリーズ・オブ・ゲンジ
『ナイン・ストーリーズ・オブ・ゲンジ』は、2008年（平成20年）10月に源氏物語千年紀を記念して新潮社から出版された、9人の現代作家による源氏物語を題材にしたアンソロジー作品集である。

## 概要
9人の現代作家がそれぞれの立場から源氏物語の各帖を題材として書き下ろした作品を集めた作品集である。9つの作品のうち、江國香織、角田光代、町田康、金原ひとみ、島田雅彦、桐野夏生の6人のものは当初同社の雑誌『新潮』2008年10月号の「源氏物語特集」に源氏物語の新訳・超訳「シックス・ストーリーズ・オブ・ゲンジ」として掲載されたものである。
収録された作品には「源氏物語を題材にした」という以外に全体を通して一貫した方針は存在せず、参加した作家がそれぞれの立場から取り組んだものである。これに含まれている作品には設定やストーリーは原作を比較的忠実になぞっている「源氏物語の現代語訳」と言っていいもの（但しいずれの作品も叙述の順番を大幅に変えたり、有名なシーンをカットしてみたり、語りの視点を代えたりなどしている）から
- いずれの時代のどこの国ともつかない売春宿を舞台とした「若紫」
- 出産を迎えた現代の若夫婦を舞台に描いた「葵」

のようなオリジナリティーが高く翻訳とは言い難い翻案作品も含まれている。
雑誌掲載時には源氏物語の翻訳（新訳・超訳）とされていたが、単行本化された際には
- 「現代の人気作家九人が新たに織りなす、もうひとつの源氏物語」[2]
- 「九人の人気作家が織りなすもうひとつの源氏物語。」[3]
- 「現代の人気作家が織りなす、もうひとつの源氏物語」[4]
- 「現代の人気作家が新しい源氏物語にチャレンジする」[5]

などとされており、「翻訳」の表記は使用されていない。
2011年（平成23年）5月には『源氏物語 九つの変奏』と改題して新潮文庫に収録された。

## 収録作品リスト
各話の冒頭には「原典のあらすじ」が付されている。
- 松浦理英子（帚木）
- 江國香織（夕顔） ※
- 角田光代（若紫） ※
- 町田康（末摘花） ※
- 金原ひとみ（葵） ※
- 島田雅彦（須磨） ※
- 日和聡子（蛍）
- 桐野夏生（柏木） ※
- 小池昌代（浮舟）

※は雑誌『新潮』に掲載されていたもの。

## 書誌情報
- 『ナイン・ストーリーズ・オブ・ゲンジ』新潮社、2008年（平成20年）10月31日。 ISBN 978-4-10380851-0
- 『源氏物語 九つの変奏』新潮文庫、2011年（平成23年）5月1日。 ISBN 978-4-10-133962-7